# Мінокен (Північна Дакота)
Мінокен (англ. Menoken) — переписна місцевість (CDP) в США, в окрузі Берлі штату Північна Дакота. Населення — 78 осіб (2020).

## Географія
Мінокен розташований за координатами 46°48′52″ пн. ш. 100°31′50″ зх. д. / 46.81444° пн. ш. 100.53056° зх. д. (46.814420, -100.530479).  За даними Бюро перепису населення США в 2010 році переписна місцевість мала площу 5,80 км², з яких 5,64 км² — суходіл та 0,16 км² — водойми.

## Демографія
Згідно з переписом 2010 року, у переписній місцевості мешкало 70 осіб у 30 домогосподарствах у складі 22 родин. Густота населення становила 12 осіб/км².  Було 31 помешкання (5/км²).
Расовий склад населення:
| - 100,0 % — білих |

До двох чи більше рас належало 0,0 %. Частка іспаномовних становила 4,3 % від усіх жителів.
За віковим діапазоном населення розподілялося таким чином: 20,0 % — особи молодші 18 років, 60,0 % — особи у віці 18—64 років, 20,0 % — особи у віці 65 років та старші. Медіана віку мешканця становила 49,3 року. На 100 осіб жіночої статі у переписній місцевості припадало 112,1 чоловіків;  на 100 жінок у віці від 18 років та старших — 100,0 чоловіків також старших 18 років.
Середній дохід на одне домашнє господарство  становив 80 049 доларів США (медіана — 73 125), а середній дохід на одну сім'ю — 86 843 долари (медіана — 87 500). За межею бідності перебувало 2,4 % осіб, у тому числі 0,0 % дітей у віці до 18 років та 0,0 % осіб у віці 65 років та старших.
Цивільне працевлаштоване населення становило 49 осіб. Основні галузі зайнятості: роздрібна торгівля — 20,4 %, публічна адміністрація — 14,3 %, транспорт — 12,2 %, виробництво — 12,2 %.